# Jorge Colmenares
Jorge Colmenares – wenezuelski judoka.
Startował w Pucharze Świata w 2010. Złoty medalista igrzysk Ameryki Środkowej i Karaibów w 2010 roku, w drużynie.